# Triumph GT6
Triumph GT6 – sportowy samochód osobowy produkowany przez brytyjską firmę Triumph Motor Company w latach 1966–1973. Dostępny jako 2-drzwiowe coupé. Do napędu użyto silnika R6 o pojemności dwóch litrów. Moc przenoszona była na oś tylną poprzez 4-biegową manualną skrzynię biegów.

## Dane techniczne

### Silnik
- R6 2,0 l (1998 cm³), 2 zawory na cylinder, OHV
- Układ zasilania: dwa gaźniki
- Średnica cylindra × skok tłoka: 74,70 mm × 76,00 mm
- Stopień sprężania: 9,5:1
- Moc maksymalna: 96 KM (71 kW) przy 5000 obr./min
- Maksymalny moment obrotowy: 159 N•m przy 3000 obr./min

### Osiągi
- Przyspieszenie 0-80 km/h: 8,5 s
- Przyspieszenie 0-100 km/h: 12,0 s
- Prędkość maksymalna: 171 km/h